# Elecciones municipales de 1995 en Barcelona
Las elecciones municipales de 1995 se celebraron en Barcelona el domingo 28 de mayo, de acuerdo con el Real Decreto de convocatoria de elecciones locales en España dispuesto el 3 de abril de 1995 y publicado en el Boletín Oficial del Estado el día 4 de abril. Se eligieron los 41 concejales del Consejo Municipal del Ayuntamiento de Barcelona a través de un sistema proporcional (método d'Hondt) con listas cerradas y un umbral electoral del 5 %.

## Resultados
Los resultados completos se detallan a continuación:
| Candidatura                                         | Candidatura                                         | Votos     | %                               | Concejales                      |
| --------------------------------------------------- | --------------------------------------------------- | --------- | ------------------------------- | ------------------------------- |
|                                                     | Partit dels Socialistes de Catalunya (PSC-PSOE)     | 347 083   | 38,39                           | 16                              |
|                                                     | Convergència i Unió (CiU)                           | 276 276   | 30,56                           | 13                              |
|                                                     | Partido Popular (PP)                                | 150 284   | 16,62                           | 7                               |
|                                                     | Iniciativa per Catalunya Els Verds (IC-EV)          | 68 813    | 7,61                            | 3                               |
|                                                     | Esquerra Republicana de Catalunya (ERC)             | 46 272    | 5,12                            | 2                               |
| Alternativa Ecologista de Catalunya (AEC-EVE)       | Alternativa Ecologista de Catalunya (AEC-EVE)       | 3304      | 0,37                            | 0                               |
| Centro Democrático y Social (CDS                    | Centro Democrático y Social (CDS                    | 1256      | 0,14                            | 0                               |
| Partit Obrer Revolucionari (POR)                    | Partit Obrer Revolucionari (POR)                    | 726       | 0,08                            | 0                               |
| Plataforma Cívica-Nuevo Partido Socialista (PC-NPS) | Plataforma Cívica-Nuevo Partido Socialista (PC-NPS) | 571       | 0,06                            | 0                               |
| Partit Revolucionari de los Treballadors (PRT)      | Partit Revolucionari de los Treballadors (PRT)      | 376       | 0,04                            | 0                               |
| Plataforma de los Independientes de España (PIE)    | Plataforma de los Independientes de España (PIE)    | 320       | 0,04                            | 0                               |
| Plataforma Humanista (PH)                           | Plataforma Humanista (PH)                           | 298       | 0,03                            | 0                               |
| Estado Nacional Europeo (N)                         | Estado Nacional Europeo (N)                         | 181       | 0,02                            | 0                               |
| Votos en blanco                                     | Votos en blanco                                     | 8263      | 0,91                            | n/a                             |
| Votos válidos                                       | Votos válidos                                       | 904 023   | 100,00                          | 41                              |
| Votos nulos                                         | Votos nulos                                         | 2015      | Participación: \| \| 66,22 % \| | Participación: \| \| 66,22 % \| |
| Votantes                                            | Votantes                                            | 906 038   | Participación: \| \| 66,22 % \| | Participación: \| \| 66,22 % \| |
| Electores                                           | Electores                                           | 1 368 148 | Participación: \| \| 66,22 % \| | Participación: \| \| 66,22 % \| |
|                                                     | 66,22 %                                             |           |                                 |                                 |

## Concejales electos
Relación de concejales electos:
| N.º | Nombre                           | Lista | Lista    |
| --- | -------------------------------- | ----- | -------- |
| 1   | Pasqual Maragall i Mira          |       | PSC-PSOE |
| 2   | Miquel Roca i Junyent            |       | CiU      |
| 3   | Joan Clos i Mateu                |       | PSC-PSOE |
| 4   | Enric Lacalle i Coll             |       | PP       |
| 5   | Artur Mas i Gavarró              |       | CiU      |
| 6   | Maravillas Rojo i Torrecilla     |       | PSC-PSOE |
| 7   | Francesc Homs i Ferret           |       | CiU      |
| 8   | Joaquim de Nadal i Capara        |       | PSC-PSOE |
| 9   | Antonio Ainoza Cirera            |       | PP       |
| 10  | Teresa Sandoval i Roig           |       | PSC-PSOE |
| 11  | Josep M. Samaranch i Kirner      |       | CiU      |
| 12  | Eulàlia Vintró Castells          |       | IC-EV    |
| 13  | Maria Carmen San Miguel i Ruibal |       | PSC-PSOE |
| 14  | Joan Granados i Duran            |       | CiU      |
| 15  | José Alberto Fernández Díaz      |       | PP       |
| 16  | Antonio Santiburcio i Moreno     |       | PSC-PSOE |
| 17  | Carme Servitje i Mauri           |       | CiU      |
| 18  | Pilar Rahola i Martínez          |       | ERC      |
| 19  | Francesc Xavier Casas i Masjoan  |       | PSC-PSOE |
| 20  | Joan Puigdollers i Fargas        |       | CiU      |
| 21  | Enric Truño i Lagares            |       | PSC-PSOE |
| 22  | Emilio Álvarez Pérez             |       | PP       |
| 23  | Inmaculada Moraleda i Pérez      |       | PSC-PSOE |
| 24  | Vicenç Gavalda i Casat           |       | CiU      |
| 25  | Eugeni Forradellas Bombardó      |       | IC-EV    |
| 26  | Albert Batlle i Bastardas        |       | PSC-PSOE |
| 27  | Antoni Marcet i Rocabert         |       | CiU      |
| 28  | Marta Vila Florensa              |       | PP       |
| 29  | Josep Maria Vegara i Carrió      |       | PSC-PSOE |
| 30  | Daniel Fabregat i Llorente       |       | CiU      |
| 31  | Francisco Narváez i Pazos        |       | PSC-PSOE |
| 32  | Anna Paredes i Rodríguez         |       | CiU      |
| 33  | Jordi Cornet i Serra             |       | PP       |
| 34  | Pere Alcober i Solanas           |       | PSC-PSOE |
| 35  | Ernest Maragall i Mira           |       | PSC-PSOE |
| 36  | Agustí Soler i Regàs             |       | ERC      |
| 37  | Manuel J. Silva i Sánchez        |       | CiU      |
| 38  | Josep Puig Boix                  |       | IC-EV    |
| 39  | Joan Fuster i Sobrepere          |       | PSC-PSOE |
| 40  | José Ramón Tobía Galilea         |       | PP       |
| 41  | Jaime Ciurana i Llevadot         |       | CiU      |